# Mahmud Çelebi
Pour les autres seigneurs portant le même titre, voir Çelebi.
Mahmud Çelebi (en arabe : محمود جلبي), né vers 1413 et mort en 1429, est un fils de Mehmet Ier, le cinquième sultan ottoman.